# European Train Control System
 Ikke at forveksle med ECTS.
European Train Control System (ETCS) er et togkontrolsystem
designet til at erstatte inkompatible sikkerhedssystemer, der nu bruges af Europæiske jernbaner, specielt på højhastighedsstrækninger.

## Baggrund
Specifikationen blev skrevet i 1996 i svar til Rådets direktiv 96/48/EF af 23. juli 1996 om interoperabilitet i det transeuropæiske jernbanesystem for højhastighedstog. ETCS er udviklet som en del af European Rail Traffic Management System (ERTMS) initiativet, og er blevet testet af 6 jernbaneselskaber siden 1999.
I Ungarn er en strækning blevet udstyret med ETCS Level 1 imellem Budapest og Hegyeshalom. ETCS Level 2 blev taget i brugt på Rom – Napoli strækningen i december 2005 og mellem Milano og Torino i 2006.
ETCS er delt op i forskellige udstyrs- og funktionsniveauer ("level"). Definition af level afhænger af hvordan strækningen er udstyret og hvilke informationer der transmitteres til toget. Den information der sendes til toget er tilladelse til at køre og togvejsegenskaberne, f.eks. tilladt hastighed. Information vises for lokomotivføreren i førerrumssignalet. Et køretøj der er udstyret med fuld ERTMS/ETCS (EuroCab) og funktionalitet, kan operere på hvilken som helst strækning uden nogen sikringstekniske begrænsninger.

## Niveauer i ETCS

### ETCS – Level 0
Når et ETCS køretøj befarer en ikke ETCS strækning, betegnes det level 0. Udstyret i toget overvåger den maksimale hastighed for den type tog og lokomotivføreren bruger de ydre signaler. Dog kan der være enkelte baliser, som angiver den maksimale hastighed på strækningen, der så også overvåges af togets mobile anlæg.

### ETCS – Level 1
ETCS level 1 er et system baseret på førerrumssignalering, som kan bygges oven på de eksisterende signalsystemer, uden at ændre disse. Der lægges Eurobaliser ved signalerne. Signalernes visning aflæses og sendes via baliserne til antenner på passerende tog. Informationen er typisk køretilladelser og togvejsinformation. I toget er en computer, der overvåger og udregner den maksimale hastighed og bremsekurve ud fra disse data samt togets bremseegenskaber. På grund af den punktvis transmission af data, får toget først næste besked, når den kører over næste balise. Fx kan et signal skifte fra stop til kør, som lokomotivføreren kan se, men som systemet i toget ikke ved noget om før toget passerer balisen ved signalet. Ved at installere ekstra baliser eller bruge EuroLoop (linjeleder) foran signalet kan togets system hurtigere blive informeret om at signalet har ændret sig. EuroLoop er et kabel, som fungere som en lang "balise", som sender løbende beskeder til toget. 
Level 1 svarer stor set til det danske ATC system.

### ETCS – Level 2
ETCS level 2 er et digitalt radio-baseret signal- og togkontrolsystem. Kørselstilladelser og andre signaler bliver vist i førerumssignalet for lokomotivføreren. Bortset fra få mærker, er det muligt at køre uden signaler langs strækningen, men stadig bruges traditionelle sikringsanlæg til at finde ud af, om der er et tog i et bestemt område og til at kontrollere sporskifter. Alle tog sender automatisk beskeder om position og retning til et Radio Blok Center (RBC) med bestemte intervaller. Kørslen bliver overvåget af Radio Blok Centeret. Kørseltilladelser bliver overført til køretøjet via GSM-R med hastighedsinformation og togvejsinformation. Eurobaliserne bliver i dette level brugt til at give position som Elektroniske kilometersten. Imellem 2 positionsbaliser, måles afstanden med fx hastighedsmåler på akslerne. Positionsbaliserne bruges som referencepunkter for at korrigere fejl i måling af tilbagelagt distance. I toget overvåger togets computer de overførte data og den højest tilladte hastighed.

### ETCS – Level 3
I level 3 er ETCS et rent togkontrolsystem baseret på styring via radio. Normale sikringsanlæg er ikke mere nødvendige. Som i ETCS level 2 kan toget finde sin position selv via positionsbaliser og afstandsmålere, men i level 3 skal det være yderligere pålideligt. Fx skal man kunne sikre at toget stadig er samlet. Ved transmissionen af positionssignalet til Radio Blok Centeret er det muligt at afgøre hvilket punkt toget har forladt. Det efterfølgende tog kan allerede få kørselstilladelse frem til dette punkt. Det vil sige at strækningen ikke skal deles op i faste blokafsnit, men derimod i flydende blokafsnit (en). I dette tilfælde kan ETCS level 3 forlade den klassiske driftform med faste blokafsnit: Det giver kortere afstand og interval imellem togene, hvor togene kan køre så tæt som bremsevejen for det efterfølgende tog. Løsninger for pålidelig togovervågning (dvs. at toget forbliver intakt) er meget kompleks og er svært at overføre til gammeldags rullende materiel.
Level 3 er under udvikling og på Västerdalsbanan i Sverige testes ERTMS Regional fra efteråret 2010. ERTMS Regional er en version af ETCS level 3, hvor de fleste funktioner er implementeret, men hvor der er emner, der er relevant for et general specifikation, der også dækker hoved- og højhastighedsbaner, som stadig mangler at blive specificeret.

### ETCS Level STM (Specific Transmission Module)
I en overgangsperioden, hvor ETCS ikke er installeret på alle strækninger, udstyres toget med et STM-modul for de gamle togkontrolsystemer, fx danske ATC. STM-modulet kan kommunikere med det mobile ETCS anlæg i toget. Hvis der skal håndteres flere togkontrolsystemer, installeres et modul for hver system.

### ETCS Level 1 LS
For at lette overgangen til ETCS, er der blevet defineret en begrænset udgave af Level 1: ETCS 1 Limited Supervision. Det er designet til at man kan erstatte nogle af de nuværende togkontrolsystemer med Eurobaliser med samme funktionsniveau. Men det kan også bruges til at billiggøre installation ved nyanlæg, hvor der ikke er behov for fuld overvågning.

## OpenETCS
OpenETCS er et åbent ETCS-projekt startet 2009 i Tyskland. Fem europæiske jernbaneselskaber (ATOC (UK), DB Fernverkehr (D), NS (NL), SNCF (F), Trenitalia (I)) er med til at definere og fremme projektet.

## Danske forhold
Der blev i januar 2009 truffet beslutning om udskiftning af signalsystemerne på statens jernbanenet, generelt med ETCS level 2 på fjernbanerne og et andet type system CBTC tilpasset S-banen. 
Planen er at udskifte alle sikringsanlæg på fjernbaner sammen med indførelsen af level 2. GSM-R kan i nuværende udgave kun håndtere et begrænset antal tog i et område af gangen, men det planen at få udviklet det, så GPRS kan bruges til kommunikation imellem tog og Radioblokcenter . På nogle sidebanestrækninger overvejes at bruge et nyt system – ERTMS Regional – en udgave som bygger på ETCS Level 3, der skal i pilotdrift i Sverige i 2010.
Udvikling af en danske STM-modul til ATC er startet. Det er planen, at det skal være færdig til 2012, , hvor ETCS forventes at blive taget i brug i Citytunneln i Malmø.
ERTMS i Danmark blev, efter store forsinkelser, første gang taget i brug i 2018 på strækningen Aalborg-Frederikshavn, og har der siden fungeret tilfredsstillende. Næste strækninger planlægges udrullet i 2020.